# Maksymilian Skotnicki
Maksymilian Skotnicki (ur. 28 września 1937 w Skotnikach, zm. 26 lutego 2007) – polski geograf, doktor, afrykanista, redaktor naczelny "Miscellanea Geographica". 

## Życiorys
Urodził się jako syn Maksymiliana Skotnickiego z rodu Skotnickich herbu Bogoria oraz Marii Knothe.
Od 1958 pracownik UW, współtwórca oraz wieloletni prodziekan Wydziału Geografii i Studiów Regionalnych tej uczelni. Inicjator współpracy między geografami polskimi a francuskimi, organizator grupy badawczej Languedoc-Mazowsze. Przewodniczący Komisji Standaryzacji Nazw Geograficznych przy Głównym Geodecie Kraju. 
Pochowany został na cmentarzu miejscowym w rodzinnych Skotnikach.